# Cham (Zwitserland)
Cham is een gemeente en plaats in het Zwitserse kanton Zug. Cham telt 13.894 inwoners.

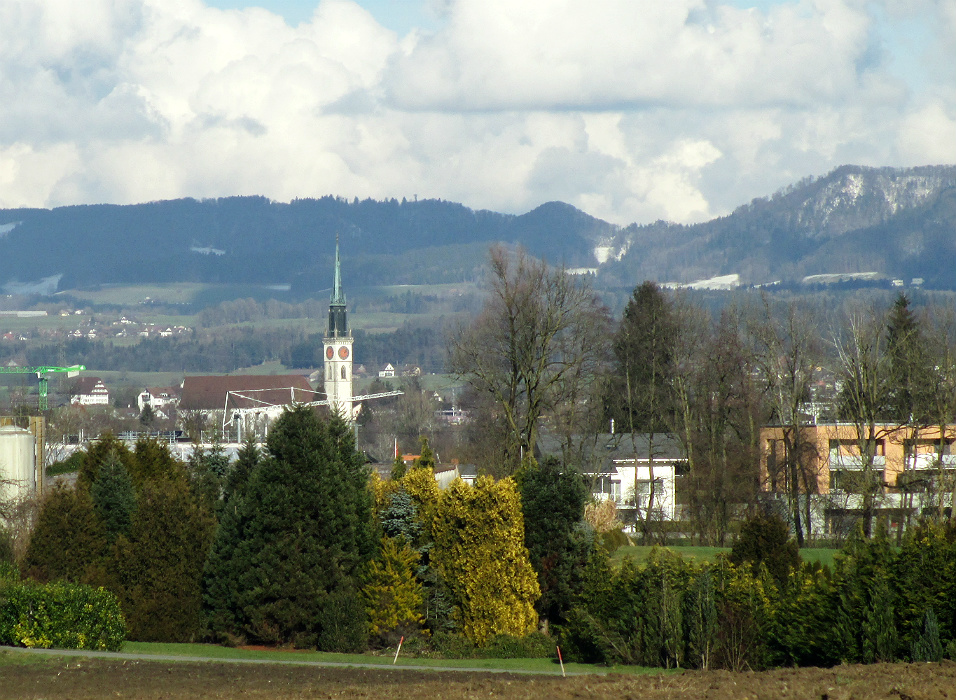
Gezicht op Cham
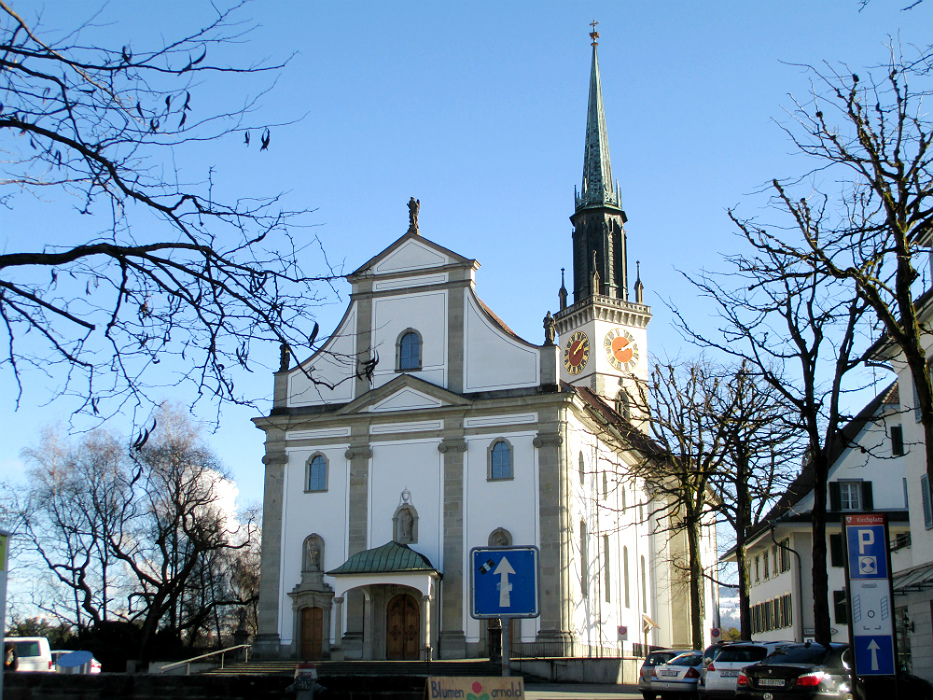
St.-Jacobskerk

Cham ligt bij de uitmonding van de rivier de Lorze uit het Meer van Zug.
Cham kent zuivel verwerkende en papierindustrie, maar verreweg de meeste mensen in de gemeente werken in de dienstverlenende sector.
Cham heeft een spoorwegstation aan de spoorlijn tussen Zug en Luzern. De plaats is ook door middel van een autosnelweg, zie A4 (Zwitserland) , met Zug verbonden.
De locatie van Cham is sedert het Neolithicum bewoond. De plaatsnaam is van Keltische oorsprong (Cāmā), wat dorp betekent. In 858 wordt melding gemaakt van de schenking door Lodewijk de Duitser van een koningshof bij Cham aan een nonnenklooster te Zürich. In de 14e eeuw verkreeg het hier bij een pontveer over het Meer van Zug gelegen vissers-, boeren- en koopliedendorp het marktrecht. Cham was tot aan de Napoleontische tijd politiek sterk afhankelijk van de stad Zug.
De voornaamste bezienswaardigheden van Cham zijn de 18e-eeuwse Sint-Jacobskerk en enkele andere historische kerk- en kloostergebouwen. Het St.-Andreaskasteel (herbouwd in 1907) ligt naast een fraai, 6,7 hectare groot stadspark.
Cham onderhoudt een jumelage met de gelijknamige gemeente in Beieren, Duitsland.

## Sport
Cham was op 10 juni 2017 de startplaats van de 81ste editie van de Ronde van Zwitserland. De eerste etappe van deze jaarlijkse wielerkoers, een individuele tijdrit over 6 kilometer in en rondom Cham, werd gewonnen door de Australiër Rohan Dennis.
Vanaf 1987 wordt jaarlijks de wielerwedstrijd GP Cham-Hagendorn verreden.

## Ereburgers
- Adelheid Page-Schwerzmann (1921)[1]

## Geboren
- Grégory Rast (1980), wielrenner
- Stefan Bellmont (1989), darter

## Overleden
- Adelheid Page-Schwerzmann (1853-1925), tuberculosebestrijdster